# Кифисос (река, впадает в Илики)
Кифисо́с, Кефис (греч. Κηφισός), также Мавронери (Μαυρονέρι — «Чёрная река») — река в Греции, в северной Фокиде, южной Фтиотиде и Беотии, впадающая в озеро Илики. В древнегреческой мифологии — бог одноимённой реки. Упоминается Гомером в «Списке кораблей» и Геродотом. Исток на Парнасе между деревнями Лилеей и Полидрососом в общине Дельфах в Фокиде.
По Павсанию земли в долине реки между Парнасом и Калидромоном были самыми плодородными в Фокиде, здесь обитали дрофы.

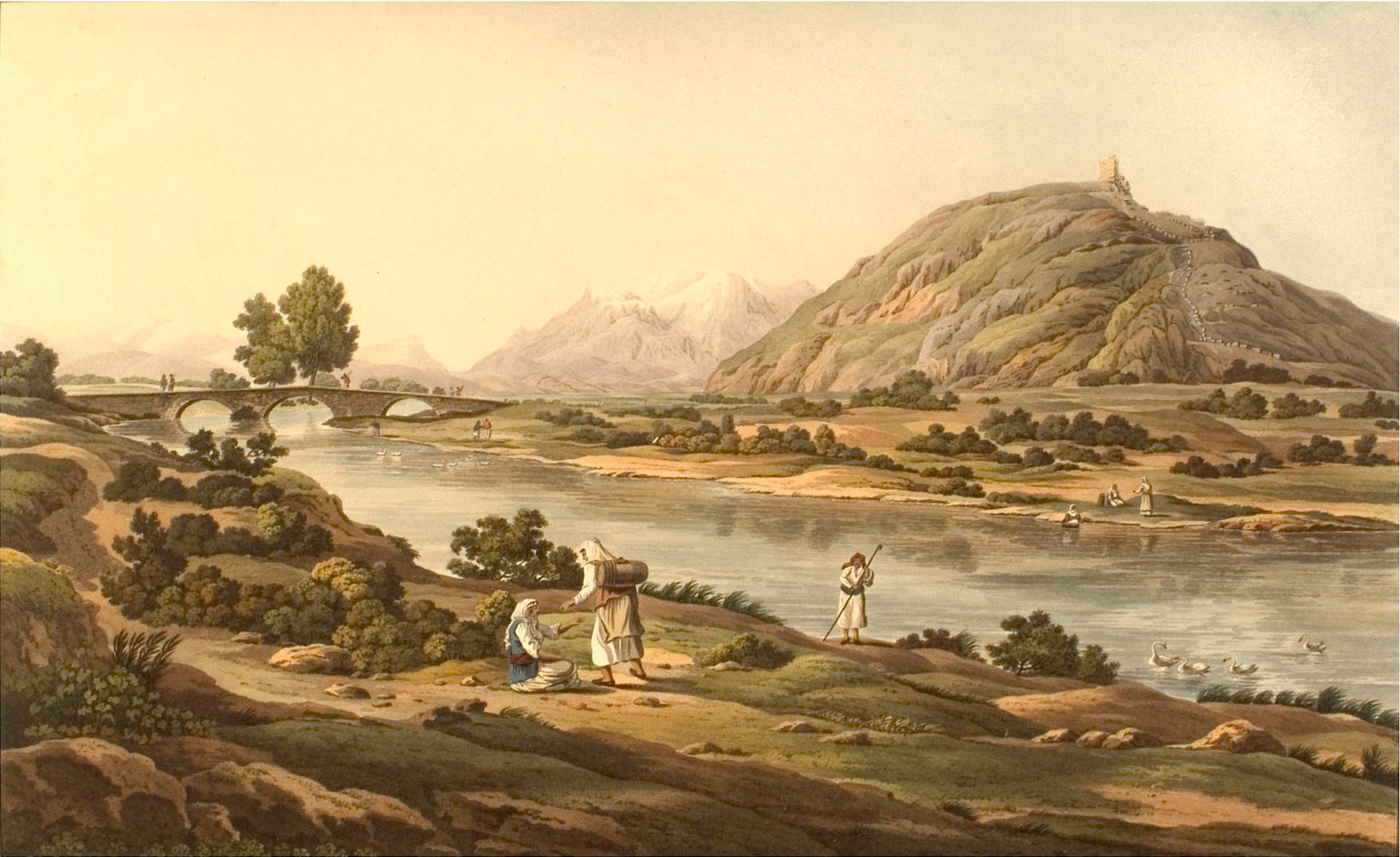
Кифисос у Орхомена на рисунке Эдварда Додвелла

Кифисос прежде впадал в озеро Копаида, осушенное в XIX веке.